# Sulfat de ceriu
Sulfatul de ceriu este o sare a acidului sulfuric cu ceriul, de culoare galbenă. Sunt cunoscute și câteva forme hidratate ale compusului, în care numărul de molecule de apă de cristalizare poate varia între 4, 8 sau 12. 

## Proprietăți
Sulfatul ceric este solubil moderat în apă și acizi diluați. Soluțiile sale neutre se descompun încet, în urma descompunerii depunându-se oxidul de ceriu CeO2. Soluțiile de sulfat de ceriu au o culoare galbenă-intensă. 
Varianta tetrahidratată a sulfatului ceric pierde apa de cristalizare în timpul încălzirii la 180-200 °C.